# Björkfors (Kalix)
Björkfors is een dorp binnen de Zweedse gemeente Kalix. Björkfors ligt midden in bebost gebied en heeft een tijdlang de grootste fijnhoutfabriek van Norrbotten gehad, men kreeg ook de eerste telefoon aldaar en de eerste melkfabriek. Het belang van het dorp werd onderstreept door tweemaal een bezoek van een koning aan het kleine dorp, in 1858 en 1952.
Björkfors is gelegen aan de Zweedse weg 398 en ligt op de plaats waar de rivier Korpikån de Sangis älvin stroomt. Twee kilometer naar het westen ligt Granån.
Er zijn talloze plaatsaanduidingen in Zweden met de naam Björkfors.
Bestuurscentrum: Kalix (tätort)
Tätort: Båtskärsnäs · Bredviken · Gammelgården · Karlsborg · Morjärv · Nyborg · Påläng · Risögrund · Rolfs · Sangis · Töre
Småort: Åkroken · Björkfors · Börjelsbyn · Granholmen · Innanbäcken · Innanlandet · Kälsjärv · Lappbäcken · Målson · Månsbyn · Ryssbält · Siknäs · Storön · Stråkanäs · Sören · Vallen · Vånafjärden
Overig: Björkvattnet · Bjumisträsk · Bondersbyn · Brattlandet · Empoberget · Forsbyn · Granån · Grubbnäsudden · Grytnäs · Hällfors · Holmträsk · Hömyrfors · Kamlunge · Klinten · Korpikå · Långfors · Lantjärv · Marieberg · Moån · Östanfjärden · Östra Flakaträsk · Östra Granträsk · Övermorjärv · Räktjärv · Rian · Småkvarn · Sockenträsk · Stora Lappträsk · Storsien · Tjäruträsk · Törböle · Törefors · Västannäs · Västra Flakaträsk · Vitvattnet ·